# Athiasella australica
Athiasella australica är en spindeldjursart som först beskrevs av Womersley 1942.  Athiasella australica ingår i släktet Athiasella och familjen Ologamasidae. Inga underarter finns listade.